# 赫德島 (帕默群島)
赫德島（英語：Head Island），是南極洲的島嶼，位於帕默群島，處於安德魯斯角以南1.1公里的昂韋爾島東北部，由英國探險隊繪入地圖，現時由南極條約體系管理。